# Bylotův ostrov

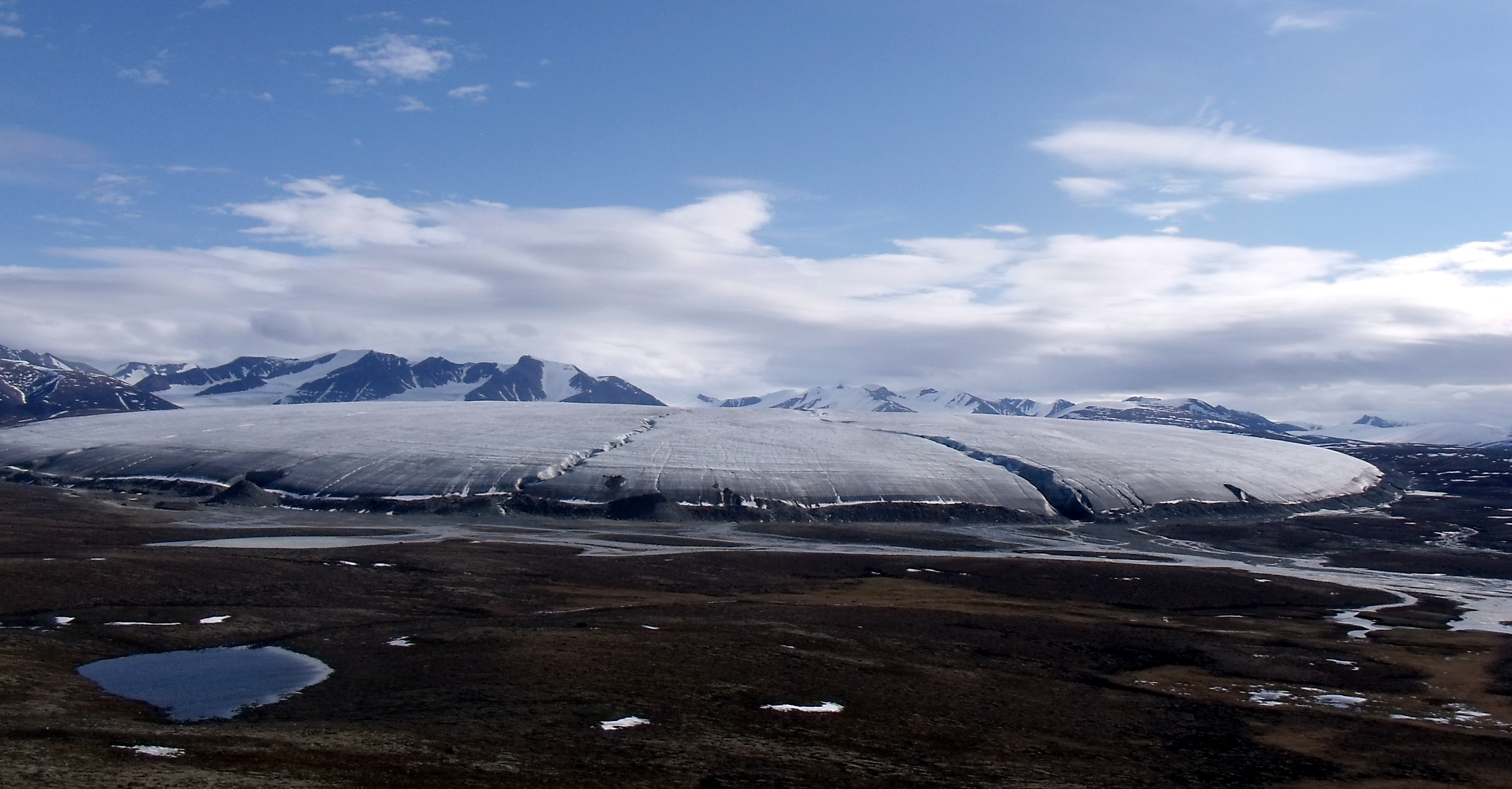
Krajina na ostrově

Bylotův ostrov (Bylot Island) je ostrov v Kanadském arktickém souostroví, který patří ke kanadské provincii Nunavut. Ostrov leží severovýchodně od Baffinova ostrova, má rozlohu 11 067 km² (je to 71. největší ostrov na světě) a není na něm stálé lidské osídlení, občas ho však navštěvují vědecké týmy. Ostrov je hornatý a většina jeho území je pokryta ledovcem, nejvyšší horou je Angilaaq, vysoká 1951 metrů. Bylotův ostrov je součástí národního parku Sirmilik, vyskytuje se zde racek tříprstý, alkoun tlustozobý a další ptáci. Na ostrově žijí lední medvědi (asi 150 kusů).
Ostrov objevil kapitán Robert Bylot v roce 1616. Obraz Bylotův ostrov, který namaloval Lawren Harris, je nejdražším kanadským obrazem všech dob (byl v roce 2010 vydražen za 2,8 milionu dolarů).